# 富谷市民バス

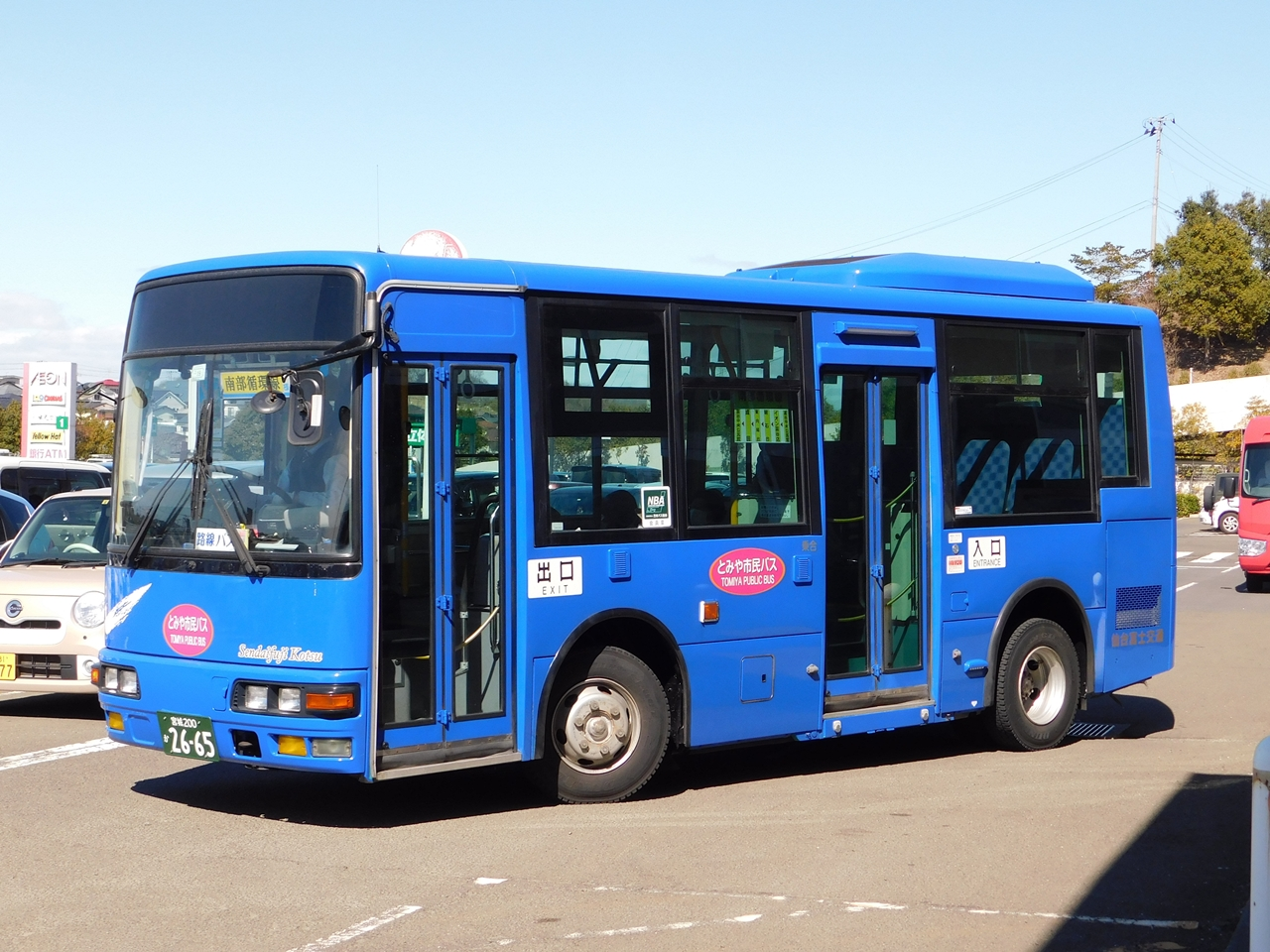
富谷市民バスの車両

富谷市民バス（とみやしみんバス）は、宮城県富谷市にて運行しているコミュニティバスである。
運行は、仙台富士交通に委託されている（2013年度まではパノラマ観光バスに委託していた）。

## 概要
- 運賃は以下の通り
  - 利用1回につき100円、小学生50円
    - 目的地まで、1回の乗車で到達しない場合は、乗り継ぎ券が乗務員から発行される。

  - 未就学児、70歳以上や障害者とその介助者1名、遠距離通学生、及び60歳以上の運転免許返納者は無料
    - 70歳以上や障害者については、対象となる市民に対して、年度末毎に無料乗車券が送付され、その乗車券を提示することで無料となる。
    - 免許返納者については、事前に市の担当窓口に相談する必要がある。
    - 遠距離通学者については、市が判断して適当とされた場合に、教育委員会事務局が対象者に乗車券を発行し、それを提示することで、無料とする措置をとる。

  - 回数券：50円券11枚綴り500円
  - 定期券：1か月用、3か月用、6か月用がある
- 土曜・日曜・祝日及び年末年始（12月29日 - 1月3日）は運休
- イオン富谷店を拠点とする宮城交通路線バスとの乗り継ぎ運行を行っている。市民バス・デマンド型交通の車内で交付される「路線バス往復乗車補助券」を使用することにより、イオン富谷店 - 泉中央駅の区間を大人片道100円で利用できる[1]。

## 沿革
- 2002年（平成14年）4月1日 - 従来から宮交バスシステム（現ミヤコーバス）に委託していた富谷町住民バスやスクールバスを再編し、富谷町民バスとして運行開始。当時の運賃は無料。
- 2004年（平成16年）4月1日 - 有償化。
- 2006年（平成18年）4月1日 - 時刻改正。上桜木二丁目バス停新設。大亀成田線に循環系統（大亀山森林公園 - 明石 - 成田 - 西成田 - 大亀山森林公園）を設定。
- 2009年（平成21年）4月1日 - 時刻改正。
  - 西部循環線、南部循環線、大亀成田線にジャスコ富谷店へのルート追加。
  - 北部黒川病院線は仏所入口への、大亀成田線は大童、今泉地区を通るルートの追加。大亀成田線は始発を富谷中央公民館に変更。清掃センター前、動物愛護センター前バス停廃止、大亀山森林公園線の西コミ入口乗入れ廃止。
- 2013年（平成25年）4月1日 - 時刻改正[2]。北部黒川病院線が大和町バスターミナルに乗り入れ（一部便）。大亀山森林公園線に和合田バス停を新設。
- 2016年（平成28年）10月10日 - 富谷市市制施行に伴い、富谷市民バスとなる。同時に時刻改正。また、富谷町役場バス停が富谷市役所バス停に、上桜木二丁目バス停が富谷中央病院前バス停に、それぞれ改称[3]。
- 2020年（令和2年）10月1日 - バス路線を再編。西部循環線と南部循環線の一部にイオン富谷店を拠点とする便（イオン循環便）を設定。デマンド型交通の運行開始に伴い、大亀成田線を休止[4]。
- 2021年（令和3年）4月1日 - 時刻改正。観光施設「富谷宿観光交流ステーション」（とみやど）の開設に伴い、とみやど前バス停を新設。
- 2022年（令和4年）4月1日 - 時刻改正。北部黒川病院線の夕方便を1便増便。

## 現行路線

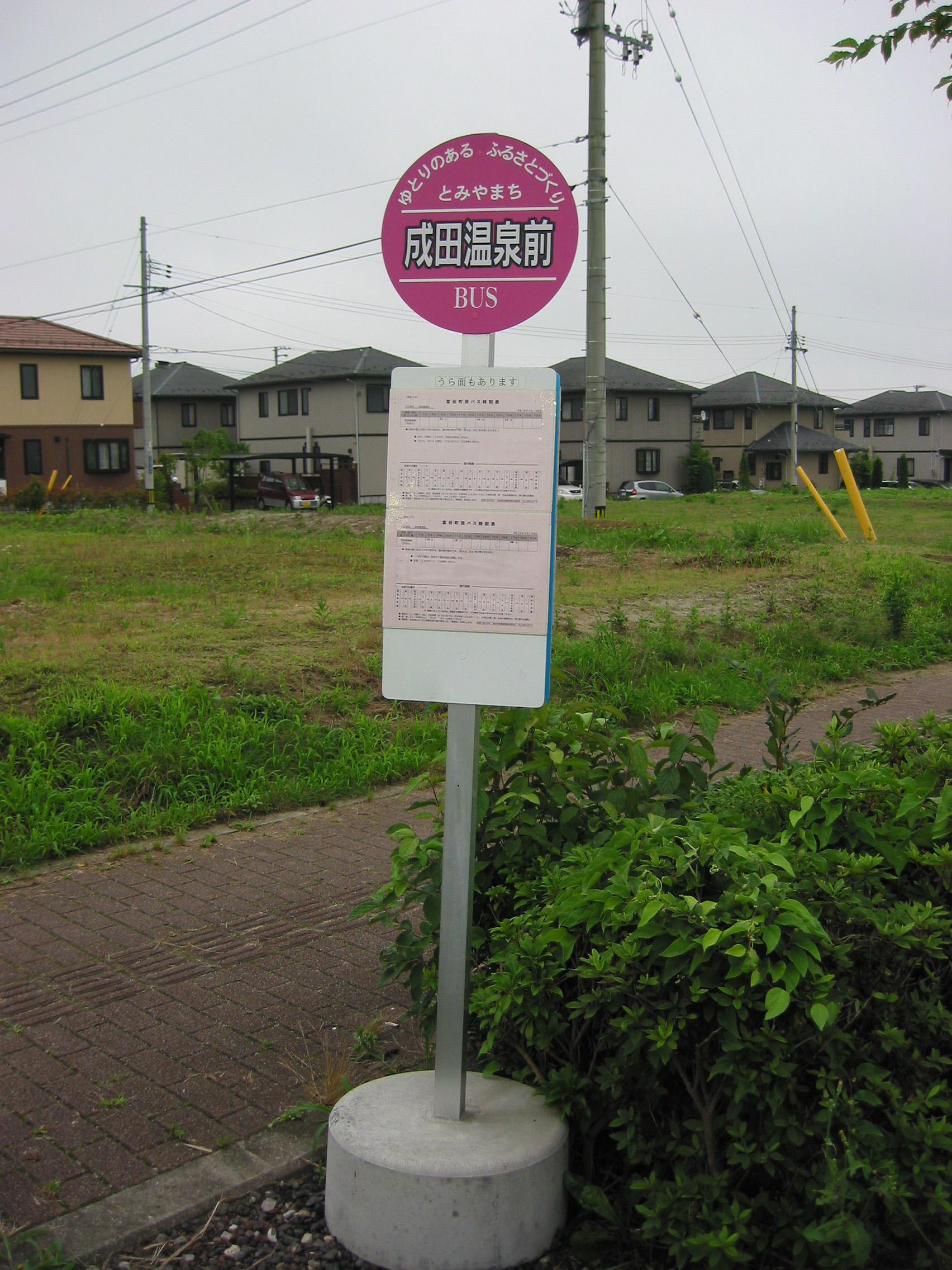
富谷町民バス時代のバス停

以下6路線がある（2021年4月1日現在）。カッコ内は経由しない便あり。

### 北部黒川病院線
- 富谷市役所 - 富谷中央公民館 - 富谷スポーツセンター - （一ノ関 - 黒川病院 - 大和町バスターミナル）太子堂一丁目 - 富谷中央公民館 - 富谷市役所
  - 右回り便と左回り便とがある。
  - 大和町内は両方向とも黒川病院→大和町バスターミナルの順に停車。

### 西部循環線
- （とみやど前 - ）富谷市役所 - 富谷中央公民館 - 湯船沢 - とちの木東 - 杜乃橋 - 日吉台公民館入口 - 富ケ丘公民館前 - （イオン富谷店 - ）富谷高校前 - 成田公民館前 - 成田温泉前 - （成田ショッピングセンター前 - ）富谷高校前 - 鷹乃杜四丁目 - あけの平公民館前 - 湯船沢 - 富谷中央公民館 - 富谷市役所（ - とみやど前）
  - 右回り便と左回り便およびイオン循環便（右回り便、左回り便）がある。イオン循環便は成田地区に入らず、午前の一部便（富谷中央公民館発）を除き、イオン富谷店発着となる。

### 南部循環線
- （とみやど前→）富谷中央公民館→富谷市役所→穀田公民館前→イオン富谷店→富谷高校前→成田公民館前→成田ショッピングセンター前→成田温泉前→ガーデンシティプラザ前→明石台五丁目公園前→東向陽台三丁目→東向陽台二丁目→東向陽台公民館前→明石台西→ガーデンシティプラザ前→成田温泉前→（成田ショッピングセンター前→）成田公民館前→富谷高校前→イオン富谷店→穀田公民館前→富谷市役所→富谷中央公民館（→とみやど前）
  - 上記経路の片方向のみ。イオン循環便は午前の一部便（富谷中央公民館発）を除き、イオン富谷店発着となる。
  - 郷ノ目橋 - 土屋沢間はフリー区間。

### 大亀山森林公園線
- 富谷中央公民館→（富谷市役所→）西コミ入口→大童→大亀集会所前→和合田→大亀山森林公園→向田橋→明石入口→法円寺前→熊の橋→大亀山入口（→大亀山森林公園→大亀集会所前→大童→富谷市役所→富谷中央公民館（3便のみ））
- 和合田→大亀集会所前→大童→富谷中央公民館（1便のみ）
  - 上中田 - 道栗橋、熊野、道栗橋 - 向田橋、熊の橋 - 大亀山入口間はフリー区間（1便を除く）。

### 東部循環線
- 熊の橋→大亀山入口→向田橋→明石入口→法円寺前→西コミ入口→富谷中央公民館
  - 上記経路の片方向（朝1本）のみ。

## 過去の路線
大亀成田線
富谷中央公民館→富谷市役所→（西コミ入口→）大童→大亀集会所前→大亀山森林公園→向田橋→明石入口→成田中学校前→富谷高校前→イオン富谷店→富谷高校前→成田公民館前→成田温泉前→成田中学校前→法円寺前→（西コミ入口→）熊の橋→大亀山森林公園→大亀集会所前→大童→西コミ入口→富谷市役所→富谷中央公民館
- 上記経路の片方向のみ。
- デマンド型交通の導入に伴い、2020年10月1日より運行休止。

## 車両
- 複数の車両を使用しているが、車種は統一されていない。

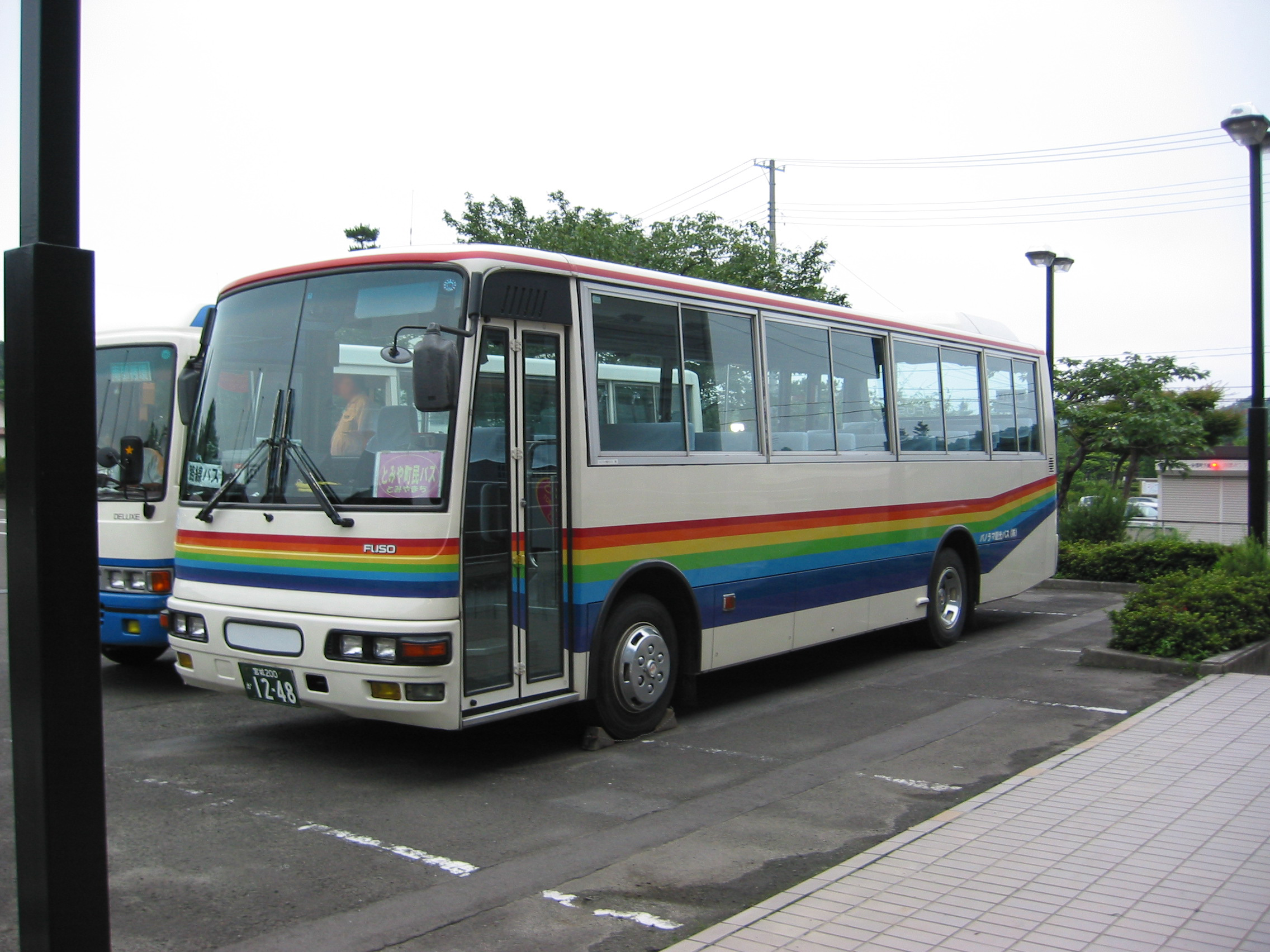
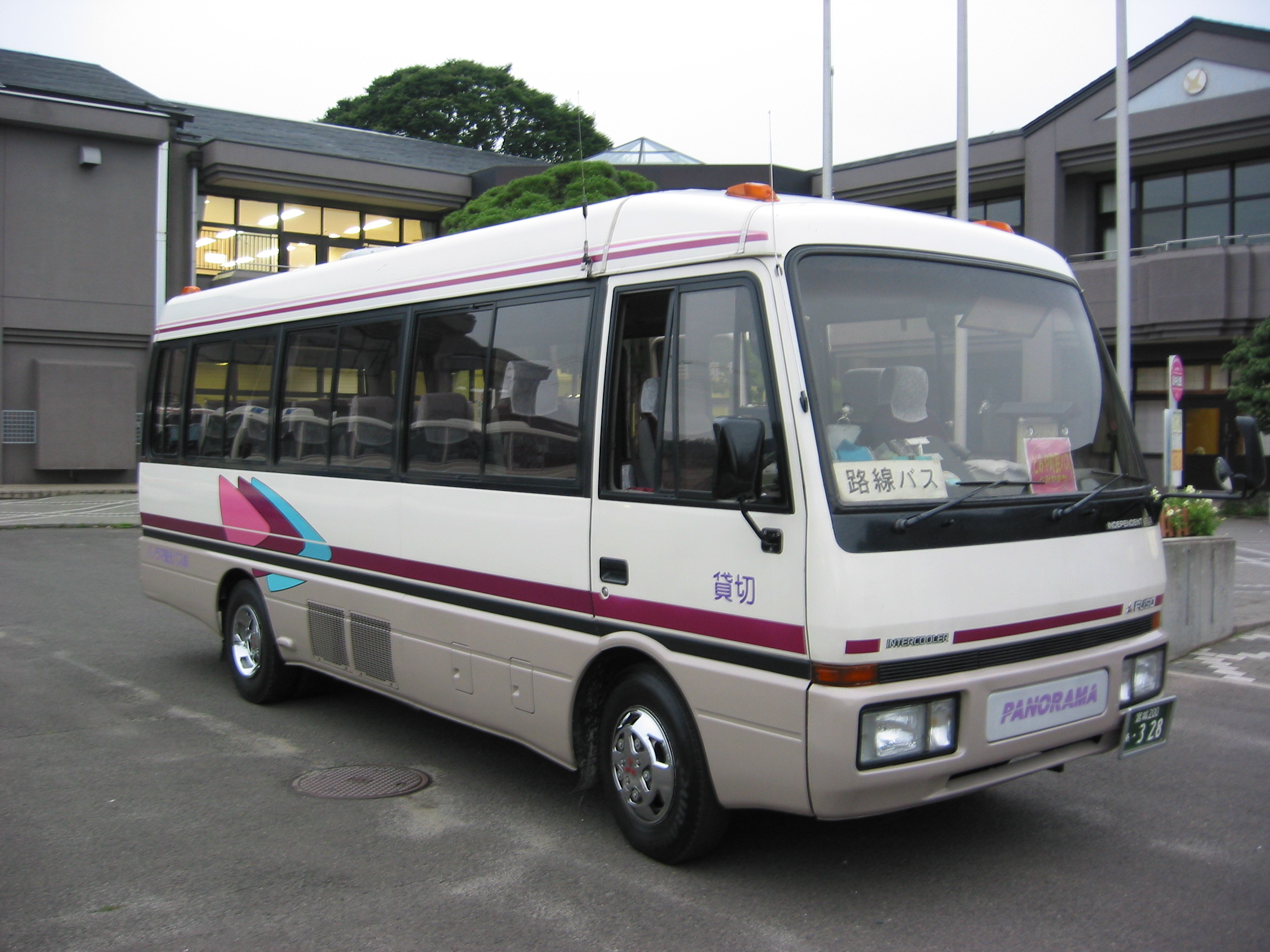
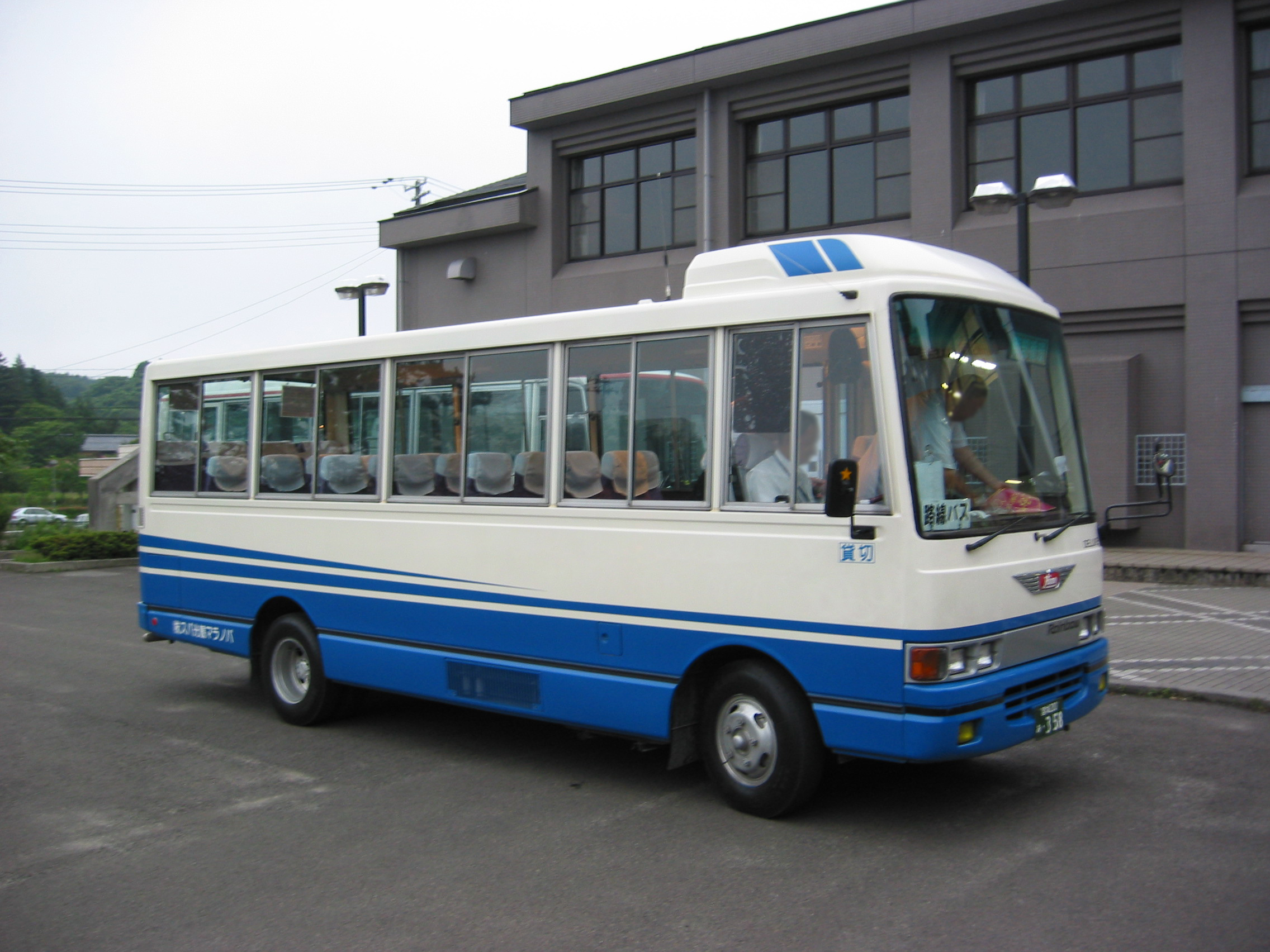
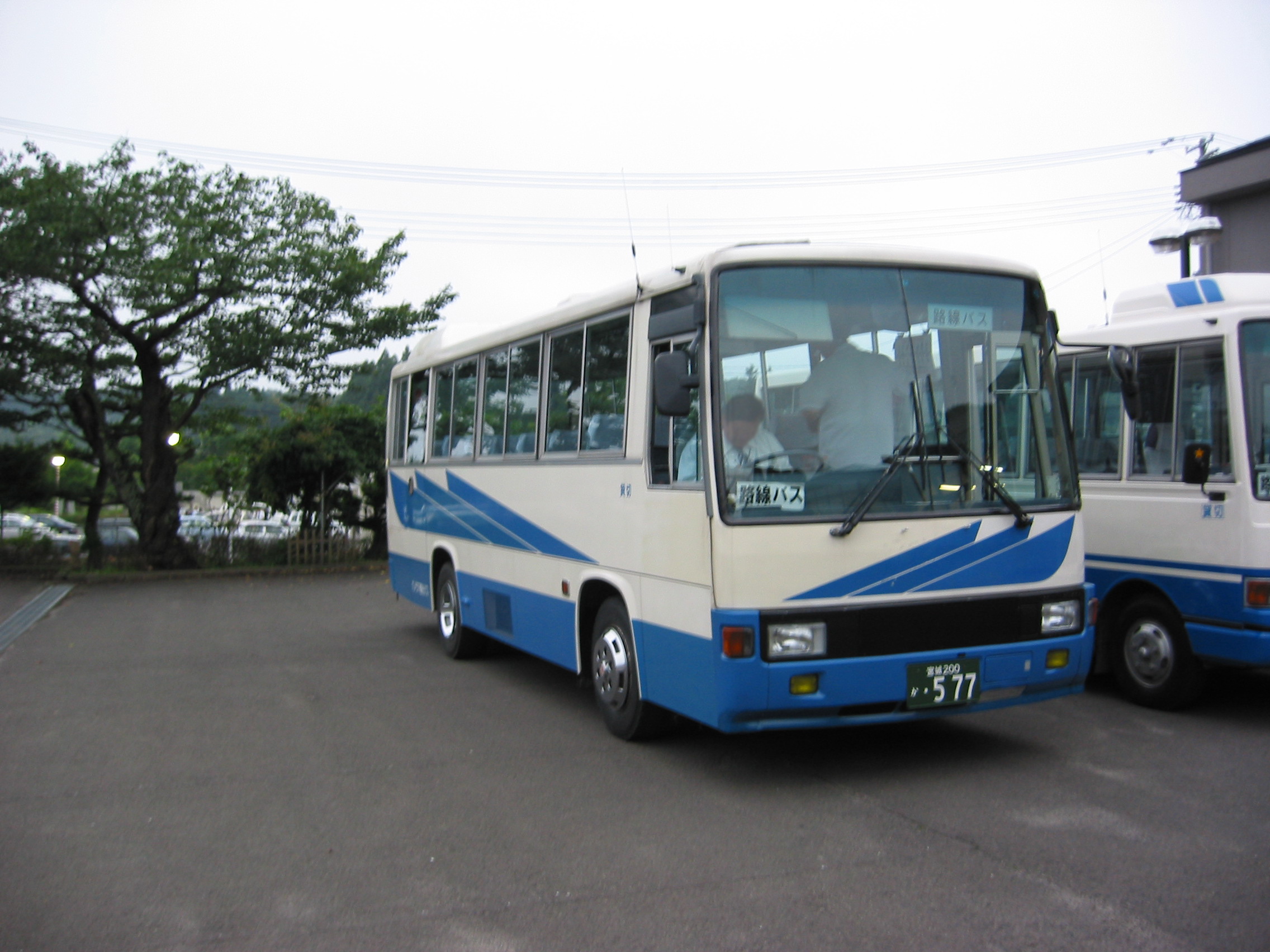

- 過去の車両（パノラマ観光バス受託時代）